# Ballspielverein 07 Schwenningen 1976-1977
Questa voce raccoglie le informazioni riguardanti il Ballspielverein 07 Schwenningen nelle competizioni ufficiali della stagione 1976-1977.

## Stagione
Nella stagione 1976-1977 il Schwenningen, allenato da Michael Pfeiffer e Jupp Becker, concluse il campionato di 2. Bundesliga al 20º posto.

## Rosa
| N. |                     | Ruolo | Calciatore         |
| -- | ------------------- | ----- | ------------------ |
|    | Germania (bandiera) | P     | Gerold Dörfler     |
|    | Germania (bandiera) | P     | Günther Germann    |
|    | Serbia (bandiera)   | P     | Dragan Mutibarić   |
|    | Germania (bandiera) | D     | Kurt Kothmann      |
|    | Serbia (bandiera)   | D     | Micha Mihajlovic   |
|    | Germania (bandiera) | D     | Reinhard Neumann   |
|    | Germania (bandiera) | D     | Wolfgang Rothe     |
|    | Germania (bandiera) | D     | Otto Schaumann     |
|    | Germania (bandiera) | D     | Gerd Teufel        |
|    | Germania (bandiera) | D     | Karl-Heinz Wöhrlin |
|    | Germania (bandiera) | C     | Peter Drenks       |
|    | Germania (bandiera) | C     | Willi Franke       |
|    | Germania (bandiera) | C     | Helmut Haller      |
|    | Germania (bandiera) | C     | Heinz Hauser       |

| N. |                     | Ruolo | Calciatore           |
| -- | ------------------- | ----- | -------------------- |
|    | Germania (bandiera) | C     | Wolfgang Lex         |
|    | Germania (bandiera) | C     | Franz Michelberger   |
|    | Germania (bandiera) | C     | Joachim Nauert       |
|    | Serbia (bandiera)   | C     | Stefan Novkovic      |
|    | Germania (bandiera) | C     | Herbert Seiffert     |
|    | Germania (bandiera) | C     | Gerd Stiegeler       |
|    | Serbia (bandiera)   | A     | Ninoslav Crnjanin    |
|    | Germania (bandiera) | A     | Hubert Dambietz      |
|    | Croazia (bandiera)  | A     | Ivica Frkic          |
|    | Germania (bandiera) | A     | Hermann Lindner      |
|    | Germania (bandiera) | A     | Jürgen Marek         |
|    | Germania (bandiera) | A     | Wolfgang Roßband     |
|    | Germania (bandiera) | A     | Roland Schwarzwälder |
|    | Germania (bandiera) | A     | Jürgen Wolfer        |

## Organigramma societario
Area tecnica
- Allenatore: Michael Pfeiffer
- Allenatore in seconda:
- Preparatore dei portieri:
- Preparatori atletici:

## Calciomercato

### Sessione estiva
| Acquisti | Acquisti           | Acquisti        | Acquisti |
| R.       | Nome               | da              | Modalità |
| -------- | ------------------ | --------------- | -------- |
| A        | Hermann Lindner    | Rot-Weiss Essen |          |
| C        | Peter Drenks       | Real Valladolid |          |
| C        | Helmut Haller      | Augusta         |          |
| C        | Wolfgang Lex       | Hannover 96     |          |
| C        | Franz Michelberger | Bayern Monaco   |          |
| P        | Dragan Mutibarić   | Schalke 04      |          |

| Cessioni | Cessioni | Cessioni | Cessioni |
| R.       | Nome     | a        | Modalità |
| -------- | -------- | -------- | -------- |

### Sessione invernale
| Acquisti | Acquisti     | Acquisti    | Acquisti |
| R.       | Nome         | da          | Modalità |
| -------- | ------------ | ----------- | -------- |
| A        | Jürgen Marek | Saarbrücken |          |

| Cessioni | Cessioni      | Cessioni | Cessioni |
| R.       | Nome          | a        | Modalità |
| -------- | ------------- | -------- | -------- |
| C        | Dieter Bartel | Homburg  |          |

## Risultati

### 2. Bundesliga

#### Girone di andata
| Arbitro: | Stegner |

|           |           |            |
| Brand 59’ | Marcatori | 19’ Bartel |

| Arbitro: | Messmer |

|  |           |              |
|  | Marcatori | 70’ Bergmann |

| Arbitro: | Treib |

|                                                       |           |                  |
| Drexler 43’ Koch 63’, 73’ Lindemann 72’, 80’ Metz 80’ | Marcatori | 15’ Michelberger |

| Arbitro: | Binninger |

|  |           |          |
|  | Marcatori | 21’ Berg |

| Arbitro: | Langhans |

|                     |           |          |
| Crnjanin 45’ (rig.) | Marcatori | 29’ Heck |

| Arbitro: | Niebergall |

|                                    |           |  |
| Vöhringer 60’ Jörg 68’ Beichle 89’ | Marcatori |  |

| Arbitro: | Biwersi |

|                                    |           |                                |
| Novkovic 7’ Lindner 12’ Bartel 28’ | Marcatori | 43’ Ohlicher 54’ Wörn 77’ Beck |

| Arbitro: | Röder |

|                                                              |           |  |
| Diener 14’ Michelberger 40’ (aut.) Nicastro 41’, 56’ Ney 60’ | Marcatori |  |

| Arbitro: | Föckler |

|                          |           |                 |
| Novkovic 55’ Roßband 62’ | Marcatori | 83’ Hohenwarter |

| Arbitro: | Nickel |

|                                   |           |  |
| Falter 25’ Metzger 48’ Agatha 57’ | Marcatori |  |

| Arbitro: | Stumpf |

|                         |           |                |
| Drenks 44’ Kothmann 88’ | Marcatori | 63’, 74’ Michl |

| Arbitro: | Vielsack |

|                                                        |           |  |
| Majkowski 45’ Walitza 76’ (rig.) Nüssing 82’, 87’, 88’ | Marcatori |  |

| Arbitro: | Blum |

|  |           |              |
|  | Marcatori | 24’ Emmerich |

| Arbitro: | Kalenborn |

|                                 |           |  |
| Grawunder 30’, 77’ Reinbold 73’ | Marcatori |  |

| Arbitro: | Stegner |

|                               |           |                      |
| Roßband 26’, 84’ Seiffert 79’ | Marcatori | 12’, 26’ Schaluschke |

| Arbitro: | Ermer |

|                        |           |  |
| Brinsa 49’ Müllner 85’ | Marcatori |  |

| Arbitro: | Luca |

|  |           |                                                    |
|  | Marcatori | 9’, 16’ Holoch 28’ Schroff 34’ Kelsch 79’ Hoffmann |

| Arbitro: | Therre |

|                                             |           |  |
| Engel 63’ (rig.), 74’ Hofmann 66’, 70’, 85’ | Marcatori |  |

| Arbitro: | Rumbucher |

|                              |           |               |
| Rothe 62’ (rig.) Roßband 70’ | Marcatori | 5’ Geiersbach |

#### Girone di ritorno
| Arbitro: | Niebergall |

|             |           |            |
| Roßband 50’ | Marcatori | 63’ Breuer |

| Arbitro: | Föckler |

|                     |           |  |
| Klump 61’ Unger 86’ | Marcatori |  |

| Arbitro: | Möckel |

|  |           |                           |
|  | Marcatori | 41’ Drexler 75’ Lindemann |

| Arbitro: | Dahler |

|                      |           |                   |
| Rausch 76’, 80’, 81’ | Marcatori | 32’, 55’ Novkovic |

| Arbitro: | Stumpf |

|                                |           |  |
| Heck 25’ Mießmer 75’ Adler 80’ | Marcatori |  |

| Arbitro: | Vielsack |

|  |           |          |
|  | Marcatori | 54’ Jörg |

| Arbitro: | Nützel |

|                                                            |           |  |
| Ohlicher 22’, 76’, 85’ Hoeneß 35’ Hadewicz 84’ Förster 89’ | Marcatori |  |

| Arbitro: | Ermer |

|                   |           |         |
| Crnjanin 21’, 41’ | Marcatori | 61’ Ney |

| Arbitro: | Seith |

|                         |           |           |
| Hommrich 25’ Warken 58’ | Marcatori | 34’ Rothe |

| Arbitro: | Nickel |

|  |           |             |
|  | Marcatori | 74’ Metzger |

| Arbitro: | Boos |

|                                                                                            |           |                   |
| Lippert 8’, 88’, 89’ Feulner 11’, 13’ Michl 26’ Hauser 41’ (aut.) Zapf 62’, 72’ Achatz 73’ | Marcatori | 38’ Schwarzwälder |

| Arbitro: | Seith |

|  |           |                           |
|  | Marcatori | 13’ Majkowski 15’ Nüssing |

| Arbitro: | Nützel |

|            |           |              |
| Müller 50’ | Marcatori | 61’ Novkovic |

| Arbitro: | Klauser |

|                        |           |                             |
| Novkovic 33’ Marek 41’ | Marcatori | 5’, 36’ Hofeditz 89’ Patzer |

| Arbitro: | Binninger |

|                                                     |           |                  |
| Richthammer 44’ Schneider 47’ Michalka 51’ Ruhs 77’ | Marcatori | 74’ (rig.) Marek |

| Arbitro: | Kuhn |

|             |           |                                      |
| Lindner 16’ | Marcatori | 61’ Schlief 78’ Müllner 79’ Geirsson |

| Arbitro: | Dölfel |

|            |           |  |
| Müller 68’ | Marcatori |  |

| Arbitro: | Rumbucher |

|                               |           |                             |
| Michelberger 11’ Novkovic 19’ | Marcatori | 40’, 76’ Rübenach 49’ Klein |

| Arbitro: | Möckel |

|                           |           |                                   |
| Weinkauff 65’ Rudloff 73’ | Marcatori | 42’ (aut.) Faul 90’ (aut.) Gentes |

## Statistiche

### Statistiche di squadra
| Competizione  | Punti | In casa | In casa | In casa | In casa | In casa | In casa | In trasferta | In trasferta | In trasferta | In trasferta | In trasferta | In trasferta | Totale | Totale | Totale | Totale | Totale | Totale | DR  |
| Competizione  | Punti | G       | V       | N       | P       | Gf      | Gs      | G            | V            | N            | P            | Gf           | Gs           | G      | V      | N      | P      | Gf     | Gs     | DR  |
| ------------- | ----- | ------- | ------- | ------- | ------- | ------- | ------- | ------------ | ------------ | ------------ | ------------ | ------------ | ------------ | ------ | ------ | ------ | ------ | ------ | ------ | --- |
| 2. Bundesliga | 15    | 19      | 4       | 4       | 11      | 21      | 35      | 19           | 0            | 3            | 16           | 10           | 67           | 38     | 4      | 7      | 27     | 31     | 102    | -71 |
| Totale        | 15    | 19      | 4       | 4       | 11      | 21      | 35      | 19           | 0            | 3            | 16           | 10           | 67           | 38     | 4      | 7      | 27     | 31     | 102    | -71 |

### Andamento in campionato
| Giornata  | 1 | 2  | 3  | 4  | 5  | 6  | 7  | 8  | 9  | 10 | 11 | 12 | 13 | 14 | 15 | 16 | 17 | 18 | 19 | 20 | 21 | 22 | 23 | 24 | 25 | 26 | 27 | 28 | 29 | 30 | 31 | 32 | 33 | 34 | 35 | 36 | 37 | 38 |
| --------- | - | -- | -- | -- | -- | -- | -- | -- | -- | -- | -- | -- | -- | -- | -- | -- | -- | -- | -- | -- | -- | -- | -- | -- | -- | -- | -- | -- | -- | -- | -- | -- | -- | -- | -- | -- | -- | -- |
| Luogo     | T | C  | T  | C  | C  | T  | C  | T  | C  | T  | C  | T  | C  | T  | C  | T  | C  | T  | C  | C  | T  | C  | T  | T  | C  | T  | C  | T  | C  | T  | C  | T  | C  | T  | C  | T  | C  | T  |
| Risultato | N | P  | P  | P  | N  | P  | N  | P  | V  | P  | N  | P  | P  | P  | V  | P  | P  | P  | V  | N  | P  | P  | P  | P  | P  | P  | V  | P  | P  | P  | P  | N  | P  | P  | P  | P  | P  | N  |
| Posizione | 9 | 13 | 18 | 18 | 18 | 19 | 19 | 20 | 18 | 18 | 18 | 18 | 19 | 20 | 18 | 19 | 19 | 20 | 19 | 19 | 19 | 19 | 19 | 19 | 19 | 19 | 19 | 19 | 19 | 20 | 20 | 20 | 20 | 20 | 20 | 20 | 20 | 20 |

Legenda:

Luogo: C = Casa; T = Trasferta. Risultato: V = Vittoria; N = Pareggio; P = Sconfitta.

### Statistiche dei giocatori
| D. Bartel        | 18 | 2 | 6 | 0 |
| N. Crnjanin      | 24 | 3 | 1 | 0 |
| H. Dambietz      | 7  | 0 | 1 | 0 |
| P. Drenks        | 6  | 1 | 1 | 0 |
| G. Dörfler       | 3  | 0 | 0 | 0 |
| W. Franke        | 11 | 0 | 0 | 0 |
| I. Frkic         | 2  | 0 | 0 | 0 |
| G. Germann       | 14 | 0 | 0 | 0 |
| H. Haller        | 2  | 0 | 0 | 0 |
| H. Hauser        | 31 | 0 | 1 | 0 |
| K. Kothmann      | 16 | 1 | 0 | 0 |
| W. Lex           | 26 | 0 | 1 | 0 |
| H. Lindner       | 21 | 2 | 2 | 0 |
| J. Marek         | 19 | 2 | 1 | 0 |
| F. Michelberger  | 25 | 2 | 3 | 0 |
| M. Mihajlovic    | 1  | 0 | 0 | 0 |
| D. Mutibarić     | 22 | 0 | 0 | 0 |
| J. Nauert        | 1  | 0 | 0 | 0 |
| R. Neumann       | 26 | 0 | 0 | 0 |
| S. Novkovic      | 33 | 7 | 5 | 0 |
| W. Rothe         | 30 | 2 | 1 | 0 |
| W. Roßband       | 29 | 5 | 0 | 0 |
| O. Schaumann     | 24 | 0 | 2 | 0 |
| R. Schwarzwälder | 14 | 1 | 0 | 0 |
| H. Seiffert      | 29 | 1 | 5 | 0 |
| G. Stiegeler     | 1  | 0 | 0 | 0 |
| G. Teufel        | 1  | 0 | 0 | 0 |
| J. Wolfer        | 3  | 0 | 0 | 0 |
| K. Wöhrlin       | 35 | 0 | 4 | 0 |